# Топатак

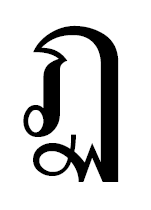

Топатак (тайск. ฏ ปฏัก, — «копьё») — то, 15-я буква тайского алфавита, по произношению идентична букве тотау (Т), но используется гораздо реже. В качестве инициали слога по стилю тонирования относится к аксонклану, среднему классу, как финаль относится к матре мекот, то есть в финали закрытого слога произносится как «Т».